# Wiesen um Halbmeil und Breitenbrunn
Wiesen um Halbmeil und Breitenbrunn este o arie protejată (arie specială de conservare — SAC, sit de importanță comunitară — SCI) din Germania întinsă pe o suprafață de 82 ha, integral pe uscat.

## Localizare
Centrul sitului Wiesen um Halbmeil und Breitenbrunn este situat la coordonatele 50°26′02″N 12°48′29″E / 50.4339°N 12.8081°E.

## Înființare
Situl Wiesen um Halbmeil und Breitenbrunn a fost declarat sit de importanță comunitară în iunie 2002 pentru a proteja un număr necunoscut de specii din flora spontană și fauna sălbatică aflate în arealul zonei. Situl a fost protejat și ca arie specială de conservare în aprilie 2011.

## Biodiversitate
Situată în ecoregiunea continentală, aria protejată conține 6 habitate naturale: Cursuri de apă de la nivel de câmpie la nivel montan, cu vegetație Ranunculion fluitantis și Callitricho-Batrachion, Formațiuni ierboase bogate în specii de Nardus, dezvoltate pe substraturi silicioase în zone montane (și în zone submontane, în Europa continentală), Liziere de ierburi înalte hidrofile de câmpie și de nivel montan până la alpin, Fânețe montane, Mlaștini turboase de tranziție și turbării mișcătoare, Păduri acidofile de Picea de la nivel montan la nivel alpin (Vaccinio-Piceetea).
La baza desemnării sitului se află un număr nedeclarat de specii protejate: